# Ружицкий, Константин Иванович
Константи́н Ивано́вич Ружи́цкий (29 марта 1888, село Мульчицы, Волынская губерния, Российская империя — 18 ноября 1964, Загорск, Московская область, РСФСР) — священнослужитель Русской православной церкви, митрофорный протоиерей. Ректор Московской духовной академии. Доктор богословия (1964).

## Биография
Родился 29 марта 1888 года в селе Мульчицы Волынской губернии в семье псаломщика.
В 1906 году окончил Мелецкое духовное училище, в 1912 году — Волынскую духовную семинарию, в 1916 году — Московскую духовную академию со степенью кандидата богословия. Тема кандидатской работы: «Учение Святых Отцов и церковных писателей о материи». В 1916 году рукоположён в сан священника.
В 1916—1919 годах был законоучителем и преподавателем латинского языка в средних учебных заведениях города Славянска Харьковской губернии.
После Октябрьского переворота вёл активную борьбу с живоцерковниками. В 1922—1923 годах в Славянске с группой других священников создал Бахмутское епархиальное управление для борьбы с представителями «живой церкви». 24 февраля 1924 года эта организация была ликвидирована, а её руководители были арестованы. С 1926 года работал бухгалтером.
С 1941 по 1943 год служил в Троицком соборе города Славянска настоятелем. Во время оккупации Славянска немецкими войсками отец Константин вместе с отцом Александром Базилевичем оказывали помощь подпольным госпиталям, где лечили раненых советских воинов, а затем снабжали их документами и переправляли через линию фронта или к партизанам.
В 1945 году в связи с освобождением Славянска Красной армией протоиерей Константин был переведён в Киев.
C 1945 года управляющий делами Патриаршего экзархата Украины, настоятель кафедрального Владимирского собора в Киеве.
В 1948−1949 годах преподавал греческий язык и психологию в Киевской духовной семинарии.
С 1951 года — ректор Московских духовных академии и семинарии. Заведовал кафедрой нравственного богословия. Сумел организовать правильный распорядок академической и семинарской жизни; у него сложились добрые отношения с преподавателями и студентами, а также с наместником Лавры архимандритом Пименом (Извековым).
7 февраля 1956 года решением Священного Синода утверждён Заместителем председателя Учебного Комитета при Священном Синоде. В апреле 1960 года назначен председателем Учебного комитета при Священном синоде. В 1960 году утверждён в степени магистра богословия за учебник по нравственному богословию.
14 октября 1959 года награждён Патриаршим крестом.
14 октября 1964 года в ознаменование 150-летия пребывания Московской духовной академии в Троице-Сергиевой лавре «за совокупность его учёных трудов» возведён в степень доктора богословия.
Скончался 18 ноября 1964 года. Отпевание покойного 20 ноября возглавил митрополит Пимен (Извеков). Похоронен в Киеве на Святошинском кладбище (участок № 4).

## Публикации
- Киевско-Львовские торжества Православия // Журнал Московской Патриархии, 1946. — № 4. — С. 5-12
- Русская Православная Церковь в её борьбе за Святое Православие (в связи с воссоединением греко-униатов 9 марта 1946 года г. Львов) // Журнал Московской Патриархии, 1946. — № 4. — С. 15-21
- 30-летие Советской власти на Украине (25 января 1948 г.) // Журнал Московской Патриархии, 1948. — № 3. — С. 51-52.
- Церковное торжество в Варшаве // Журнал Московской Патриархии, 1951. — № 8. — С. 43-47.
- Новая книга Святейшего Патриарха Алексия // Журнал Московской Патриархии, 1955. — № 2. — С. 24-32.
- Христианские основы защиты мира в посланиях и речах Патриарха Алексия // Журнал Московской Патриархии, 1955. — № 3. — С. 49-52.
- В защиту всеобщей безопасности // Журнал Московской Патриархии, 1957. — № 5. — С. 25-26.
- К 600-летию со дня кончины св. Григория Паламы, архиепископа Фессалоникийского (27/XI 1359 года — 27/XI 1959 года) // Журнал Московской Патриархии, 1959. — № 12. — С. 31-40.
- Фессалоникийские церковные торжества (11-15 ноября 1959 г.) [по случаю 600-летия кончины св. Григория Паламы] // Журнал Московской Патриархии, 1960. — № 2. — С. 66-72.
- Памяти профессора Н. П. Доктусова // Журнал Московской Патриархии, 1960. — № 2. С. 42-44. (в соавторстве с профессором МДА И. Шабатиным)
- Тематика кандидатских работ студентов Московской духовной академии // Журнал Московской Патриархии, 1960. — № 4. — С. 41-46.
- Новый Примас Англии Архиепископ Кентерберийский и Митрополит Михаил Рамзей (к его интронизации 27 июня 1961 года) // Журнал Московской Патриархии, 1961. — № 9. — С. 62-75.
- Святейший Патриарх Московский и всея Руси Алексий (доклад на торжественном собрании в МДА 30 ноября 1962 года, посвященном 85-летию со дня рождения Святейшего Патриарха Алексия) // Журнал Московской Патриархии, 1963. — № 1. — С. 62-72.
- Преосвященному Председателю Издательского отдела Московской Патриархии епископу Волоколамскому Питириму [поздравление в связи с 20-летием журнала] // Журнал Московской Патриархии, 1963. — № 9. — С. 7-8. (в соавторстве с инспектором МДА игуменом Филаретом и секретарём Совета [МДА] протоиереем А. Остаповым)
- Учение святых отцов и церковных писателей о материи // Журнал Московской Патриархии, 1989. — № 1. — С. 15-17
- Отзыв о стипендиатском отчете по кафедре Нравственного богословия преподавателя Московской Духовной Академии архимандрита Пимена (Хмелевского) // Архиепископ Саратовский и Вольский Пимен (Хмелевской). Дневники. Свято-Троицкая Сергиева Лавра: 1957—1964. — 2011. — ISBN 978-5-98599-116-1. — С. 329—334